# Formación de los linajes en la nobleza gallega bajomedieval
A finales del difícil siglo XIV y durante el convulso siglo XV tuvo lugar en la aislada Galicia la transformación de la antigua nobleza y la incorporación de una nueva que conformaron su poder económico y social cimentado en la posesión de la tierra -unificada en un único patrimonio, bajo la mano del cabeza de familia- y el poder de las armas. Se configuró de este modo una sociedad basada en la institución del morgado y el ideal caballeresco, dando lugar a los linajes, que perduraron durante toda la Baja Edad Media hasta la llegada de la Edad Moderna con la reforma política llevada a cabo por los Reyes Católicos, teniendo muchas de ellas continuidad cuando consiguieron adaptarse a la nueva situación acercándose al nuevo centro real de poder, la Corte Real.